# غلاديس إليزابيث بيكر
غلاديس إليزابيث بيكر (بالإنجليزية: Gladys Elizabeth Baker)‏ هي عالمة أشنيات ‏ وعالمة نبات أمريكية، ولدت في 22 يوليو 1908 في آيوا سيتي في الولايات المتحدة، وتوفيت في 7 يوليو 2007 في بيوريا في الولايات المتحدة.